# Томас Стівенс
Томас Стівенс (англ. Thomas Stevens) — американець британського походження, журналіст та мандрівник, що здійснив першу навколосвітню подорож на велосипеді з квітня 1884 по грудень 1886.

## Біографія
Народився у 1854 році в Гартфордширі (Англія). Родина Томаса емігрувала до США 1871 року.
У 1884 році він придбав чорний емальований пенні-фартинг «Columbia» з колесом діаметра 1270 мм (50 дюймів), вироблений у чиказькій компанії «Pope Manufacturing Company».

### Навколосвітня подорож

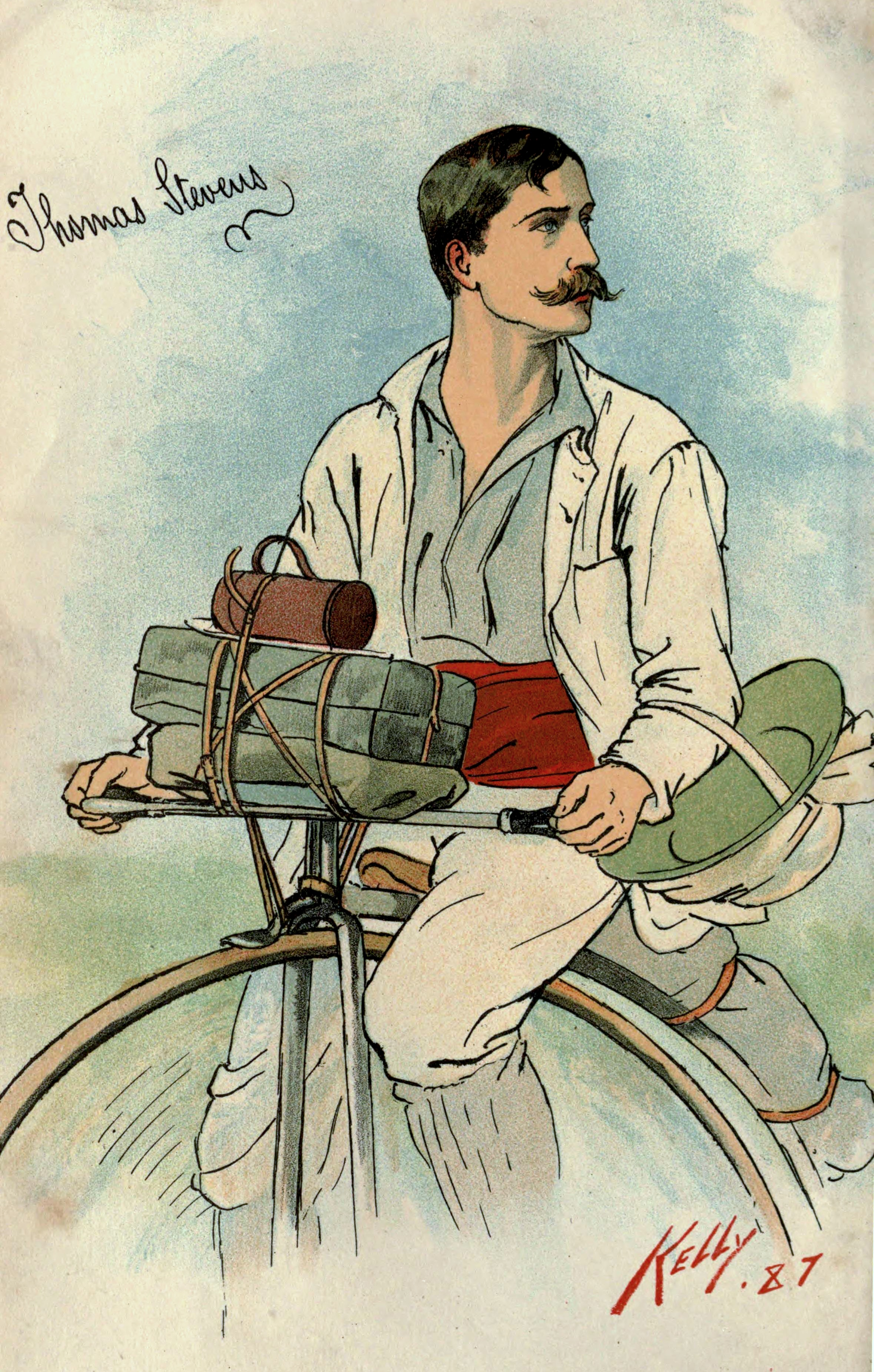
Малюнок Стівенса з книги «Навколо світу на велосипеді»

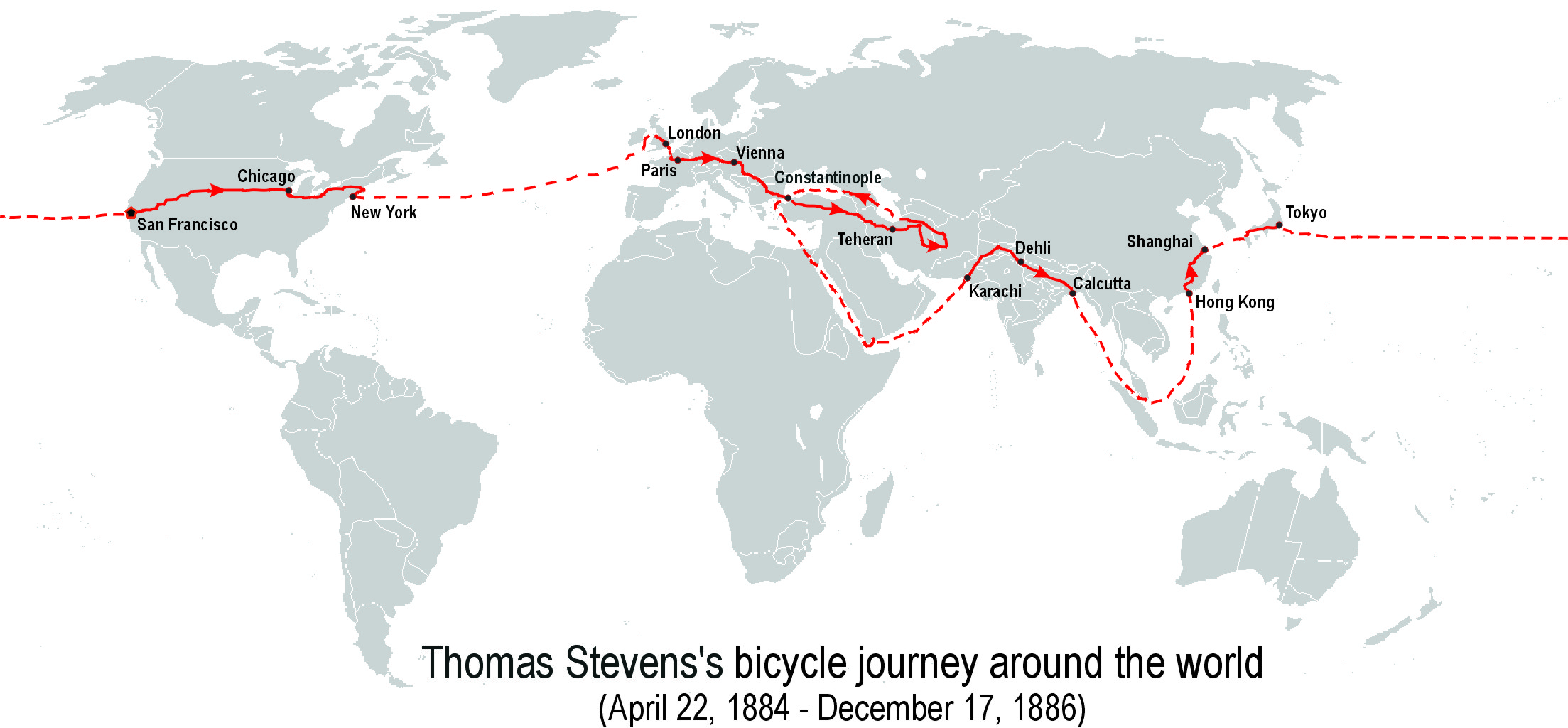
Мапа подорожі

22 квітня 1884 року Томас вирушив із Сан-Франциско на схід через гори С'єра Невада, штати Невада, Юту, Вайомінг. З собою він мав рюкзак з шкарпетками, запасною сорочкою, дощовиком, що слугував як тент чи ковдра та револьвер. По дорозі його вітали члени велосипедних гуртків, таких як «League of American Wheelmen». Томас прибув у Бостон 4 серпня 1884 року подолавши майже 6 тис. км. Журнал «Harper's Magazine» писав, що 1/3 усієї дороги він подолав пішки і 20 днів вимушений був перечікувати погану погоду. Зиму Стівенс пробув у Нью-Йорку, де подарував свої замальовки з подорожі журналу «Outing».
9 квітня 1885 року він прибув з велосипедом у Ліверпуль, Велика Британія, де він залишив свій пенні-фартинг і поїхав у Лондон. Там він почав готуватися до подорожі через Євразію. У столиці Великої Британії він намагався скласти план подорожі, консультуючися зі знавцями Азії та Європи. Наприклад, китайський дипломат відмовив його їхати в Китай через північну Бірму. 30 квітня Томас повертається в Ліверпуль, а 4-го травня 1885 року відбувся офіційний старт подорожі з Ліверпуля. На острові Томас заїхав у Беркхамстед, де він народився, а потім у Ньюхейвен, звідки на поромі переїхав до Франції. В Європі його маршрут пролягав через Німеччину, Австрію, Угорщину, Славонію, Сербію, Болгарію, Румелію, Туреччину.

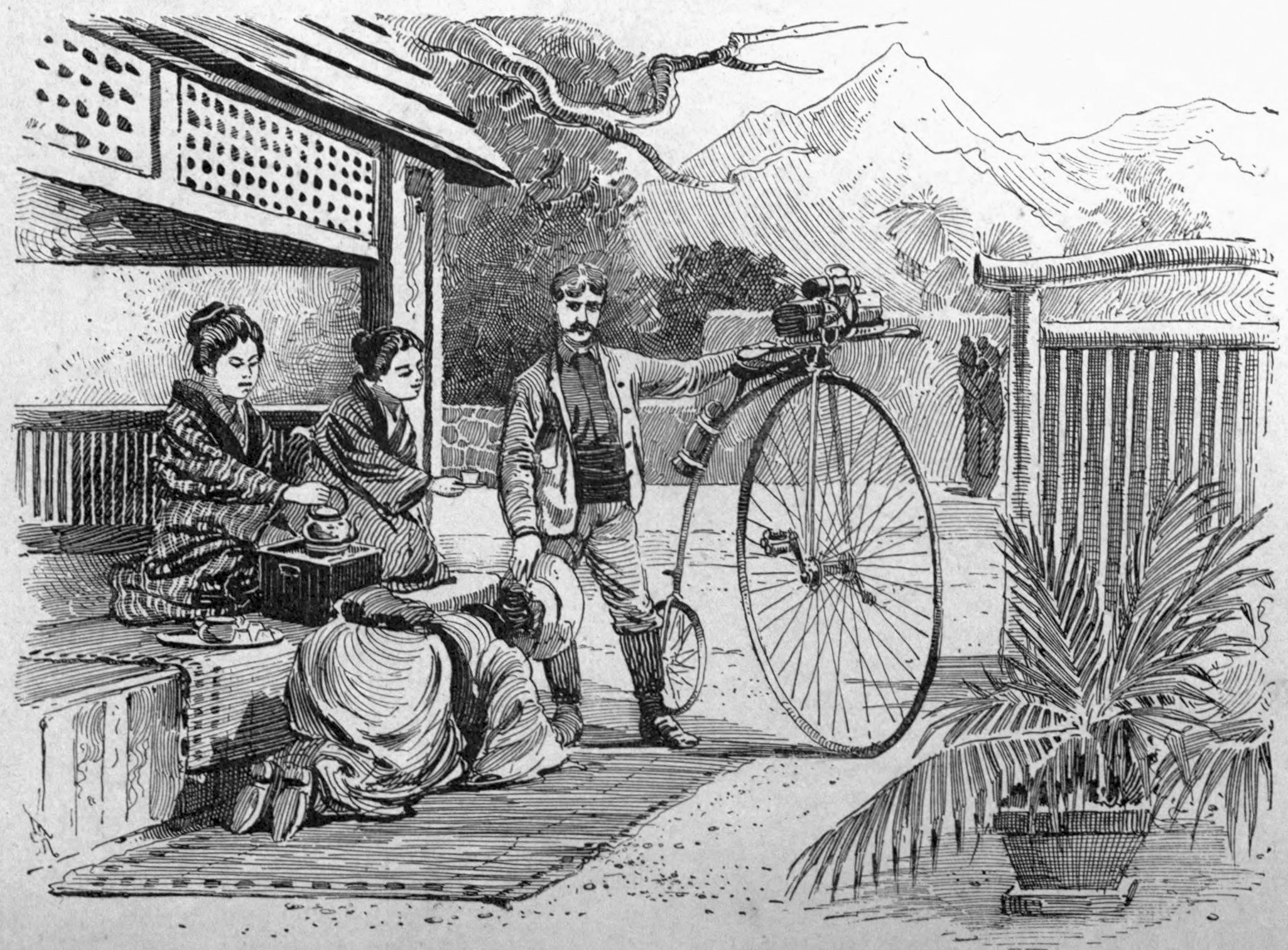
Стівенс в Японії

У Стамбулі Томас запасся деталями для велосипеда, новим пістолетом, розвідав інформацію про безпечні дороги і вирушив на схід через Анатолію, Вірменію, Курдистан, Ірак та Іран. У Тегерані Томас перезимував і вирушив навесні 1886 року в Афганістан, але був вигнаний місцевими органами влади. Тоді він повертається до Каспійського моря, де сідає на російський пароплав, що йшов у Баку, звідки потягом приїхав у Батумі. Томас повертається у Стамбул і вирушає звідти до Індії на пароплаві. Через Індію він рушив по Великому колісному шляху до Калькутти, звідки на пароплаві він вирушив до Гонконгу. У Китаї Томас зі значними труднощами проїхав через південну та східну частину країни, оскільки не знав мови. Від узбережжя Китаю на пароплаві він дістався до Японії. В Йокогамі 17 грудня 1886 року він закінчив свою навколосвітню подорож. На велосипеді він подолав близько 21600 км. У січні 1887 року Томас повернувся в Сан-Франциско.

#### Книга

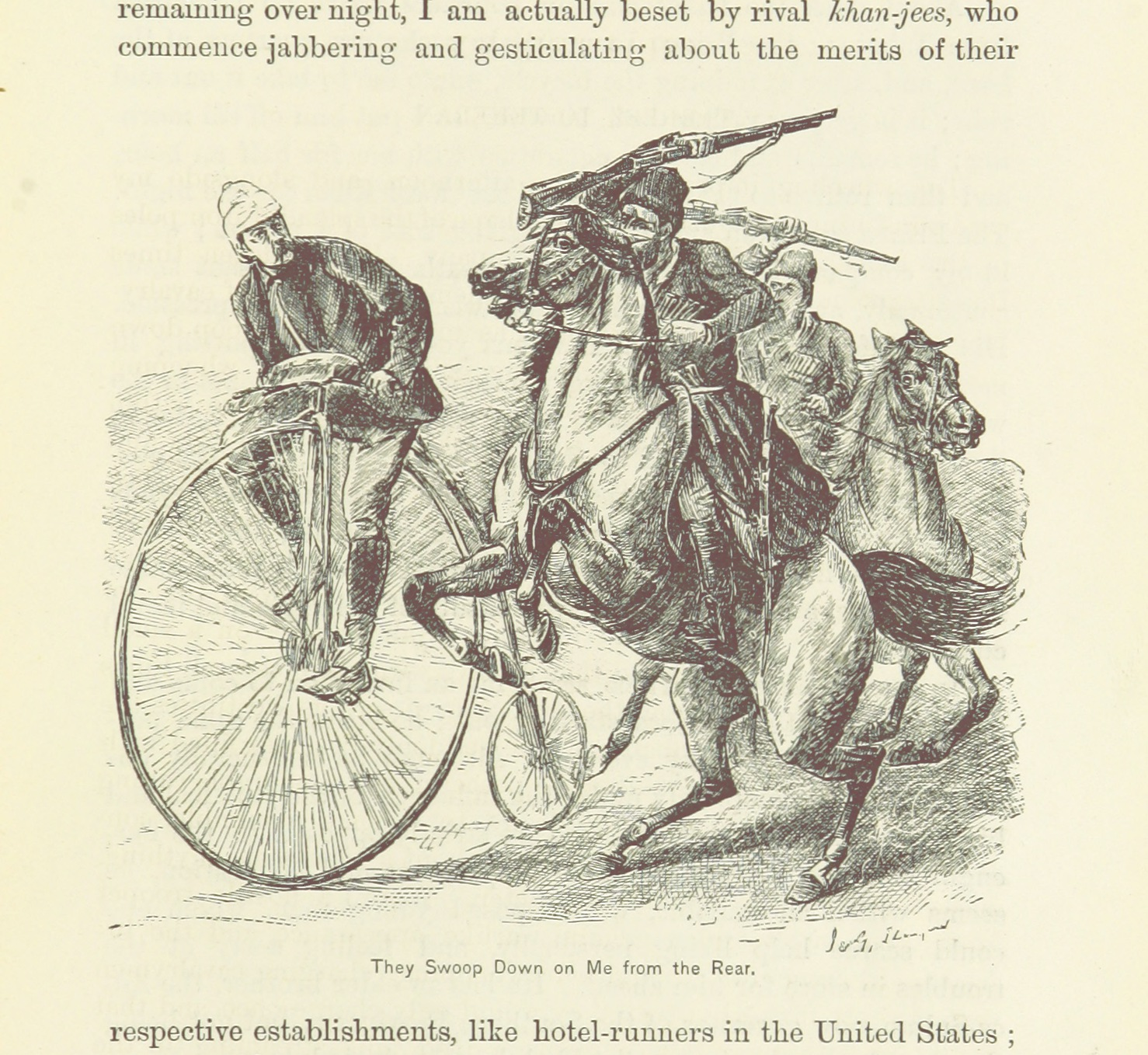
Ілюстрація з книги

Протягом подорожі Томас надсилав звіти у журнал «Harper's magazine», що згодом склали основу для двотомної книги «Навколо світу на велосипеді» (англ. Around the World on a Bicycle).

#### Велосипед
«Pope Manufacturing Company» зберігала велосипед Томаса аж до Другої світової війни, коли його здали на перетоплювання для потреб армії.

### У пошуках Стенлі
Коли в Африці у 1887 році зникла експедиція Стенлі Томас Стівенс вирушив на його пошуки. Дослідивши непрості стосунки між німцями та арабами у східній Африці, Томас вирушає до кордону Массаї. Після 6 місяців він так і не знайшов Стенлі, а загублена експедиція з'явилася у Багамойо. Стівенс поспішив туди, сподіваючись бути першим американцем, що зустріне Стенлі.
Після повернення в США видав книгу «Пошуки Стенлі в Східній Африці» (англ. Scouting for Stanley in East Africa).

### Стівенс і Україна

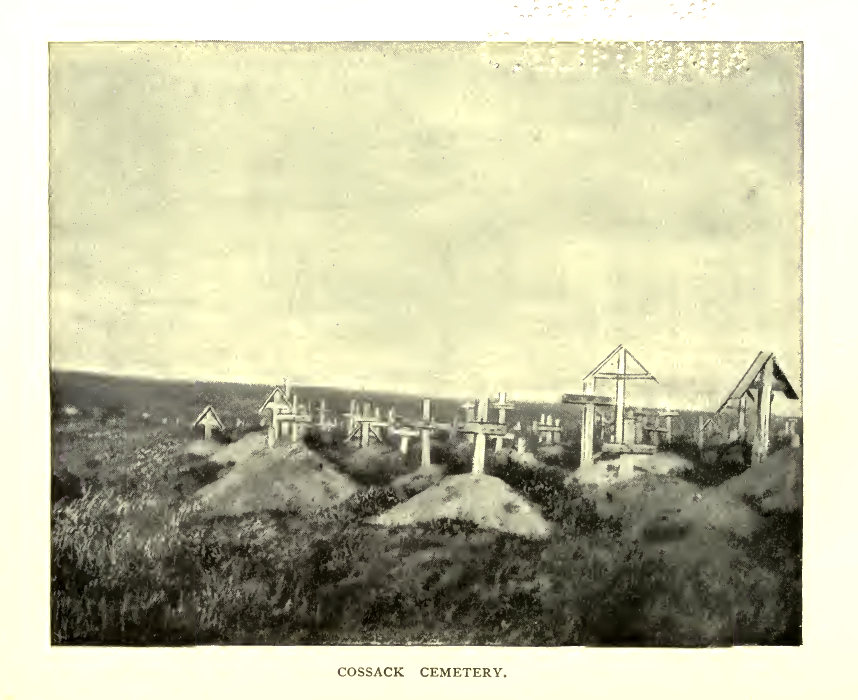
Фото козацького цвинтаря з книги Стівенса
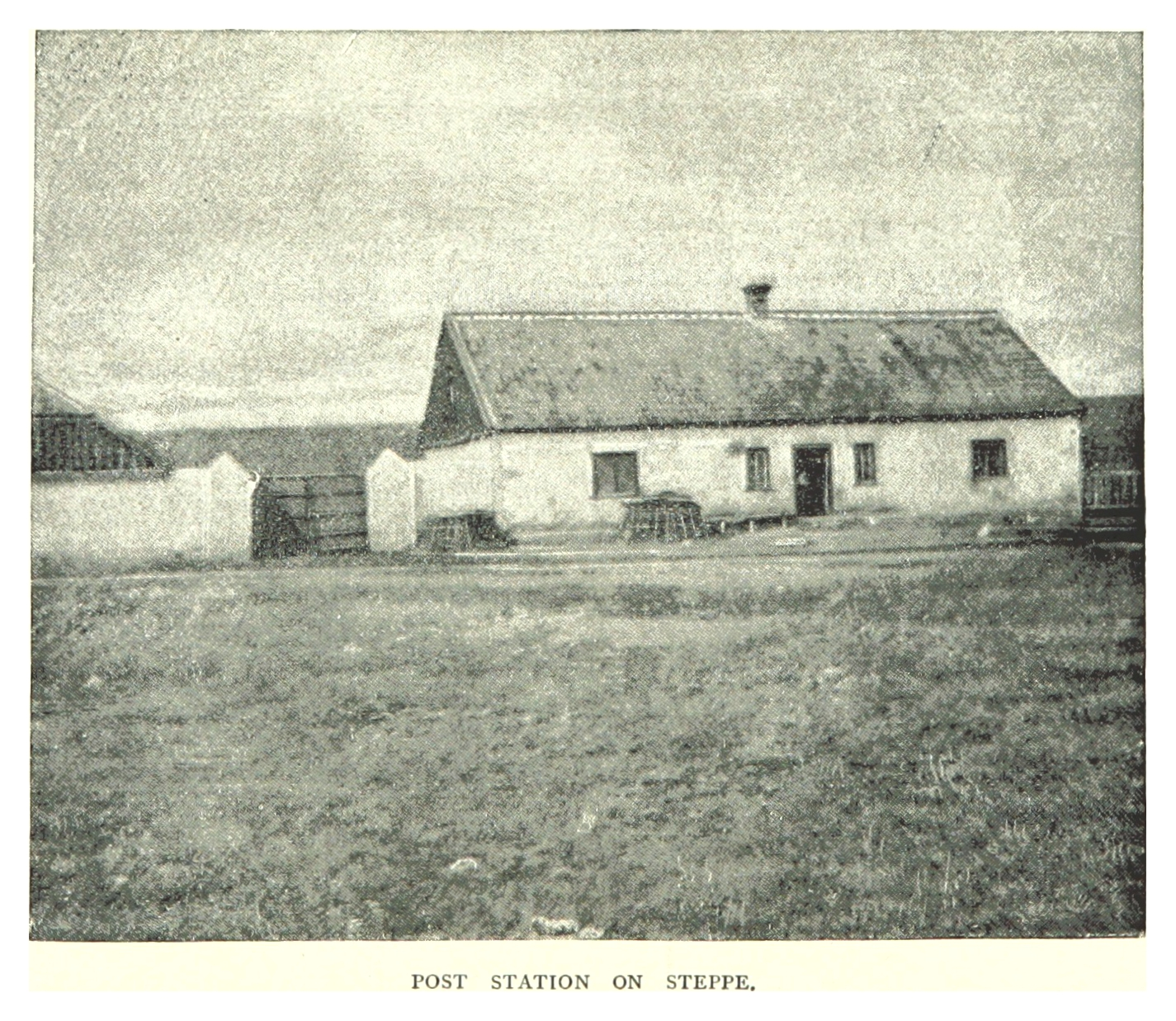
Поштова станція в степу
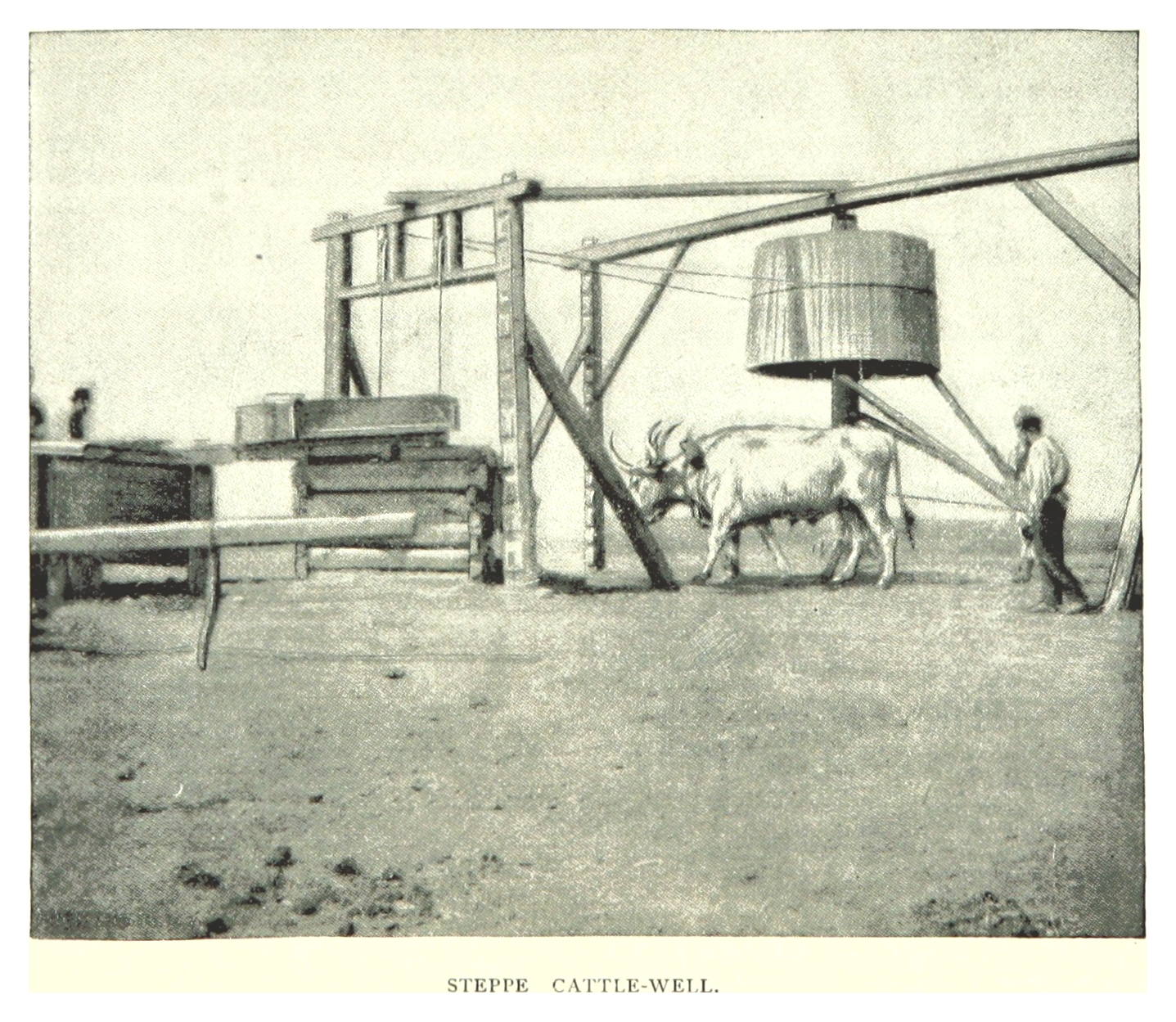
Степова криниця
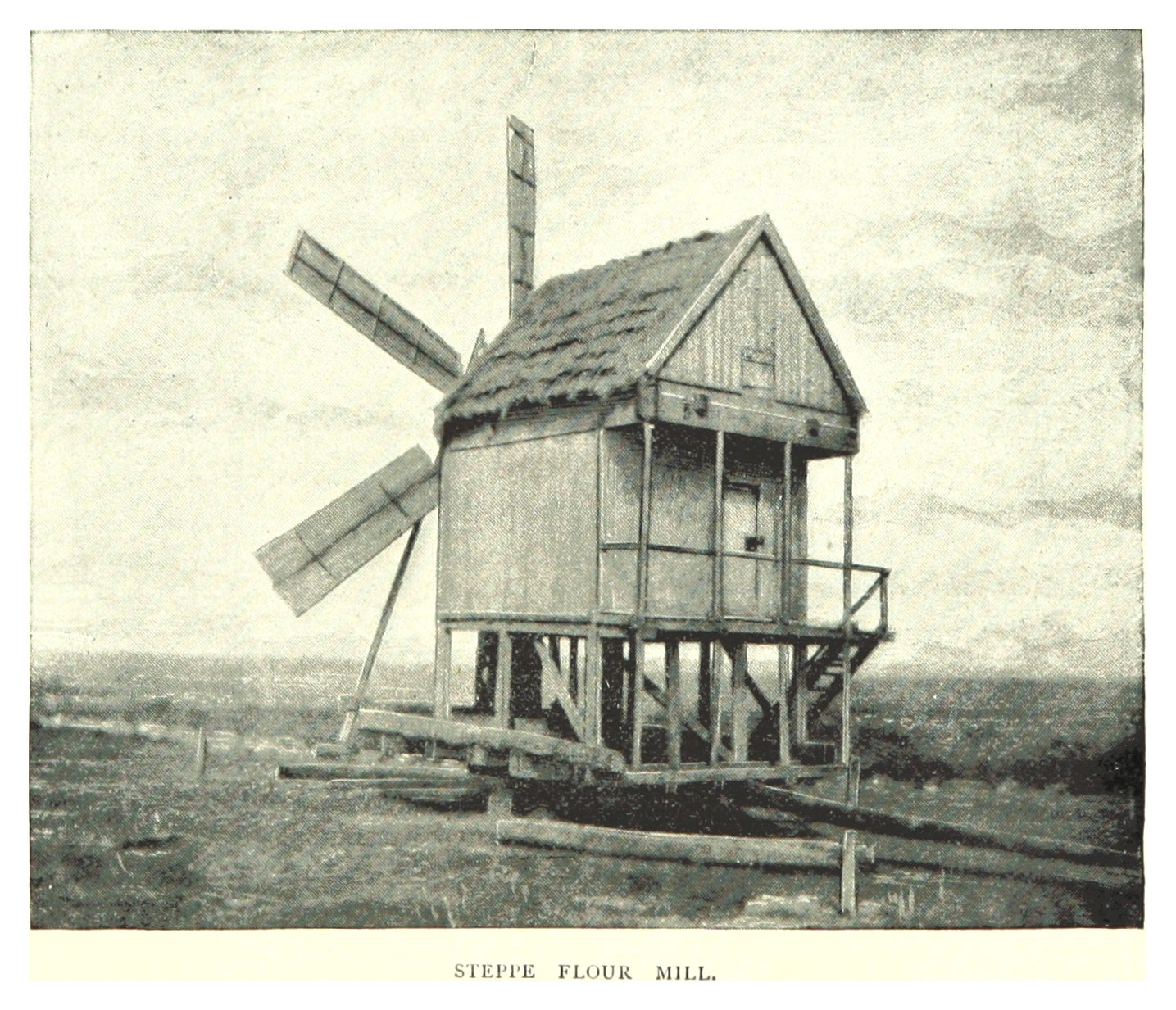
Степовий вітряк
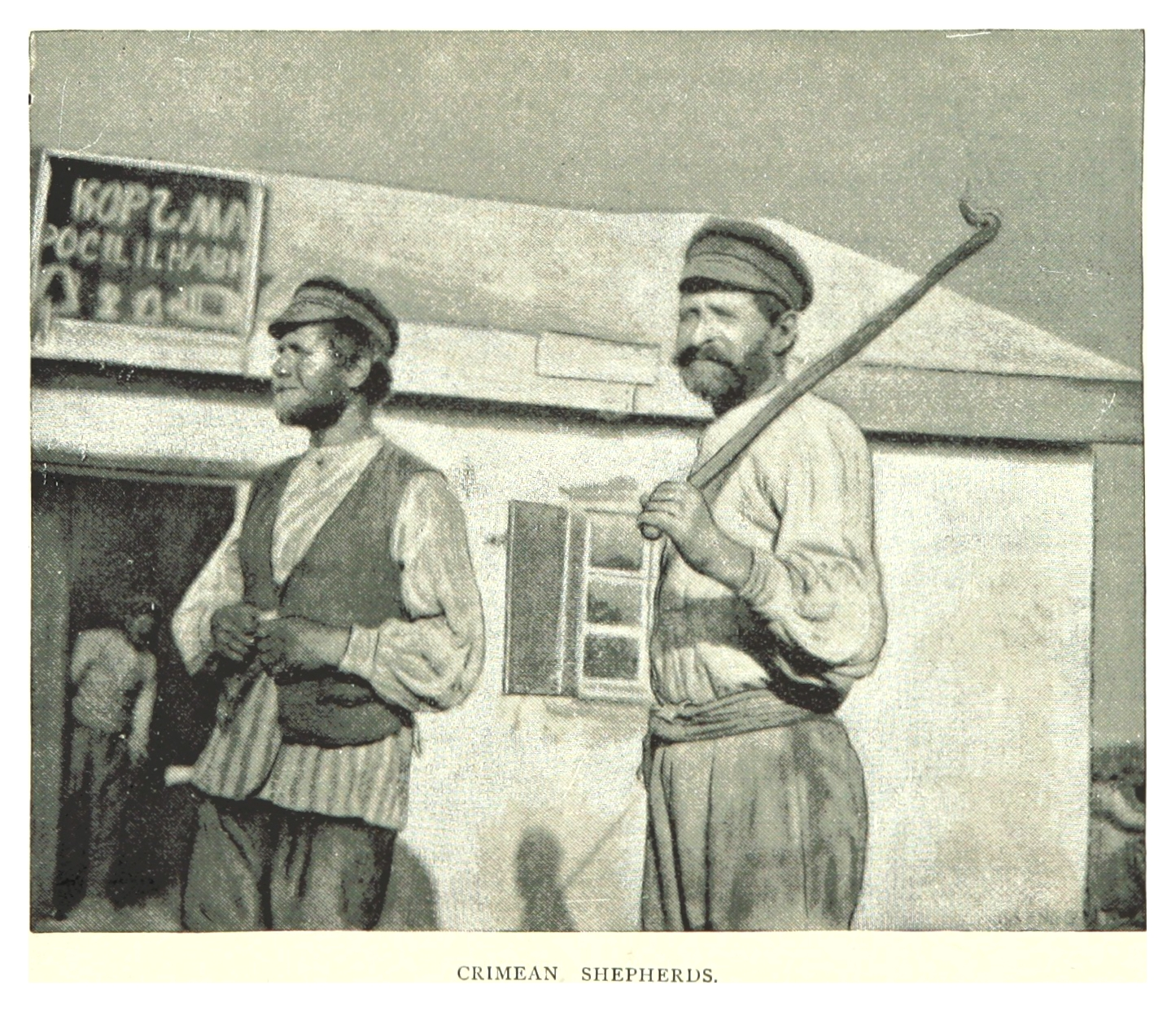
Кримські пастухи
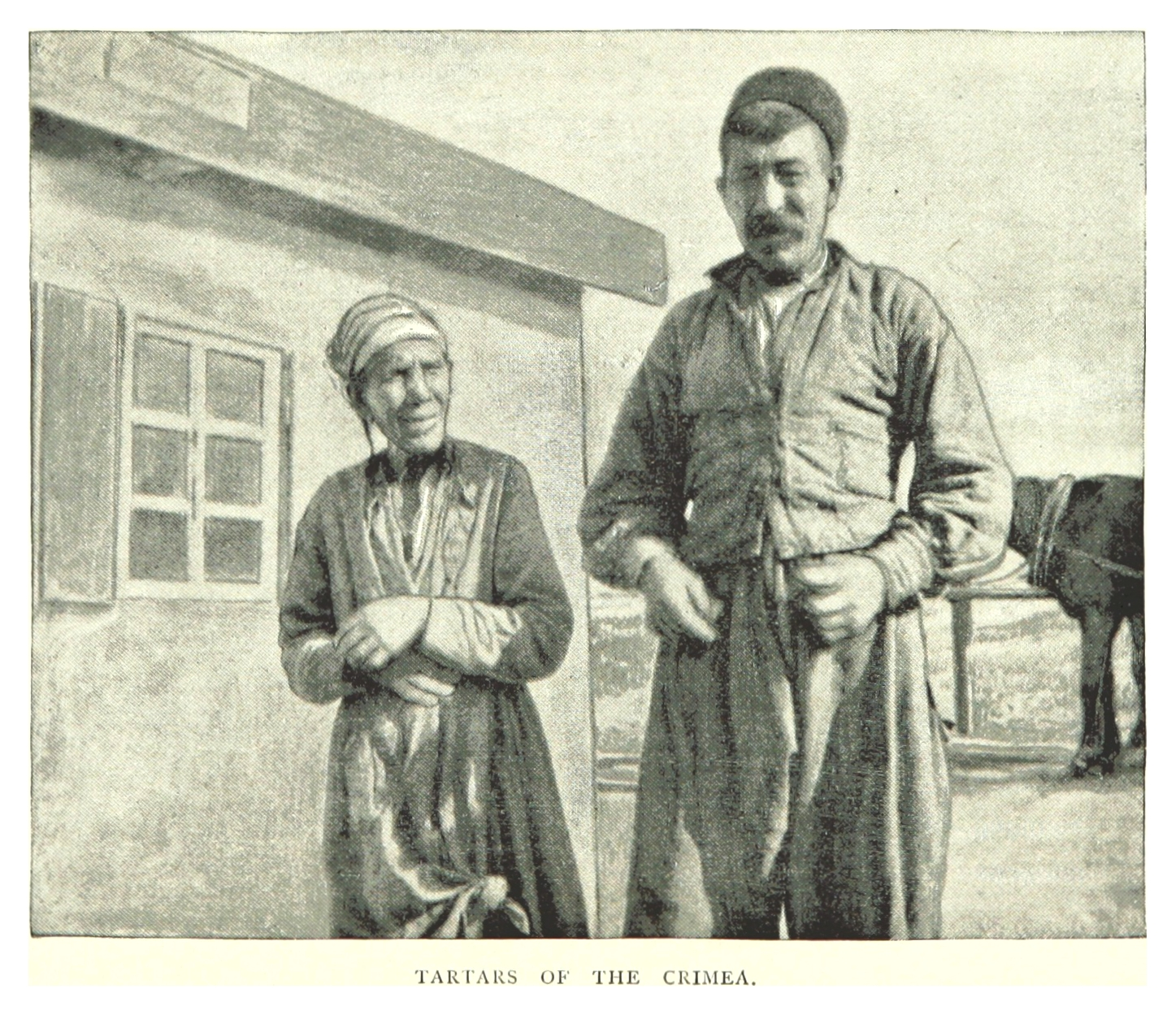
Кримські татари в Криму

В 1890 році Томас Стівенс отримав замовлення на серію репортажів з Російської імперії. Він вирішив проїхати шлях з Москви до Чорного моря на коні. У подорожі Стенлі відзначає, що за містом Обоянь російські мужики в червоних сорочках (називає їх московити англ. Muscovite) змінилися на українських селян у білих сорочках. Україну він називає Мала Росія, а козаків вирізняє в окрему націю.
Під час подорожі він відвідав Харків, де про нього написала місцева газета. Проїжджав поселення Бабаї, Костянтиноград, Катеринослав, Перещепине, Новомосковськ, Запоріжжя, Нікополь, Нововоронцовка, Берислав, Перекоп, Бахчисарай, Севастополь.
Відвідав острови, де розміщувалася Запорозька Січ. У своїй книзі він наводить історію про Мазепу і розповідає про знищення Запорозької Січі Катериною II.
Томаса Стівенса вразила звичка мешканців Російської імперії постійно лузати соняшникове насіння. Катеринослав він назвав найгіршою поліційною дірою в Росії, через проблеми, що виникли у нього там. Він здивував увесь поліційний відділок тим, що сів на стілець, тоді як цивільні мали лише стояти у присутності поліціянтів.
Репортажі вийшли друком у книжці «Через Росію на мустангу» (англ. Through Russia on a Mustang).